# 血色童話 (電影)
《血色入侵》（瑞典語：Låt den rätte komma in）是一部2008年的瑞典浪漫恐怖片，由托马斯·阿尔弗雷德森执导，凯尔·赫德布朗特、莉娜·莱安德森主演。影片改编自约翰·林德科维斯特的同名小说《血色童話》，他也在本片中担任编剧，故事讲述了斯德哥尔摩的一对十二岁少年少女的友情，一个是在学校饱受欺侮，想要报仇的奥斯卡；另一个则是住在他隔壁，仍保持着小孩样子的吸血鬼艾丽。奥斯卡在与伊萊的交往过程中逐渐发现了她吸血鬼身份的秘密。
阿尔弗雷德森对小说进行了大刀阔斧的改编，没有采用传统恐怖片和吸血鬼影片的套路，将电影聚焦于对人性的阴暗面的挖掘以及奥斯卡和艾丽两位角色上。经过为时一年的在瑞典全境的公开试镜，凯尔·赫德布朗特和莉娜·莱安德森最终被选为主演，此外埃利夫·塞兰为莉娜进行了配音，以满足角色声音中性化的需要，电影主要在吕勒奥和斯德哥尔摩拍摄。
《血色入侵》在舞台布景、艺术风格以及两位演员的互动上广泛获得了正面的评价，还拿下多个奖项，包括在2008年翠贝卡电影节上的最佳故事片奖和第21屆芝加哥影評人協會獎的最佳外語片两个奖项，在2009年电影也拿下由瑞典电影学院颁发的金甲虫奖下的四个大奖和两个提名。

## 剧情
奧斯卡是一個12歲的小孩子，時常被學校的同學欺負，但個性怯懦的他不敢反抗。因此，成天夢想著可以復仇。 某天，一個小女孩和一個老人搬進奧斯卡家隔壁，就開始發生一連串的恐怖事件。某天，奧斯卡意外的認識這個小女孩，原來她叫伊萊。伊萊不忍奧斯卡總是遭人欺負，教他保護自己，如何反擊。漸漸地奧斯卡愛上了伊萊，因為伊萊給了他反擊的勇氣。
但當奧斯卡意識到伊萊是一個已經生存200年的吸血鬼，需要喝別人的血來生活時，他面臨著一個選擇，愛能寬恕多少？

## 演出
- 凯尔·赫德布朗特（英语：Kåre Hedebrant） 饰 奥斯卡
- 莉娜·莱安德森（英语：Lina Leandersson） 饰 伊萊
  - 埃利夫·塞兰 配音
- 佩尔·拉格纳尔（英语：Per Ragnar） 饰 哈坎
- 亨里克·达尔（英语：Henrik Dahl） 饰 艾瑞克
- 卡琳·伯格奎斯特（英语：Karin Bergquist） 饰 伊冯娜
- 彼得·卡尔伯格（英语：Peter Carlberg） 饰 拉克
- 伊卡·诺德（英语：Ika Nord） 饰 維吉妮亞
- 迈克尔·拉姆（英语：Mikael Rahm） 饰 約克
- 卡尔·罗伯特·林格伦（英语：Karl Robert Lindgren） 饰 戈斯塔
- 安德斯·T·佩杜（英语：Anders T. Peedu） 饰 摩根
- 帕莱·奥洛夫森（英语：Pale Olofsson） 饰 賴瑞
- 卡亚塔诺·鲁伊斯（英语：Cayetano Ruiz） 饰 阿維拉
- 帕特里克·瑞德马克（英语：Patrik Rydmark） 饰 康妮
- 约翰·索姆内斯（英语：Johan Sömnes） 饰 安德烈斯
- 米凯尔·埃尔哈德森（英语：Mikael Erhardsson） 饰 馬丁
- 拉斯穆斯·路山德（英语：Rasmus Luthander） 饰 吉米
- 索伦·卡尔斯蒂根（英语：Sören Källstigen） 饰 埃里克的朋友
- 卡伊萨·林德霍尔姆（英语：Kajsa Linderholm） 饰 奥斯卡的老师

## 制作

### 发端
整个电影的拍摄计划始于2004年末，当时的EFTI制片公司的员工约翰·诺德林联系上林德科维斯特的出版商Ordfront，希望获得小说的改编权。